# Фомин, Виктор Трофимович
Виктор Трофимович Фомин (13 января 1929, Славянск, Артёмовский округ — 29 декабря 2007, Киев) — советский футболист, нападающий. Мастер спорта СССР. Считался одним из самых ярких игроков киевского «Динамо» 1950-х, обладал высокой скоростью, уникальным дриблингом, мощным ударом с левой ноги.

## Биография
Воспитанник юношеской команды «Локомотив» (Славянск).
В 1948 году стал выступать за «Судостроитель» (Жданов), на следующий год был приглашён в «Шахтёр» (Сталино). В октябре 1952 года «за недостойное поведение» лишен звания мастера спорта СССР.
Летом 1953 года при содействии заместителя министра МВД Мильштейна в условиях запрета на переходы игроков по ходу сезона был переведён в киевское «Динамо», где отыграл семь сезонов. В июле 1954 года, «учитывая добросовестное отношение к делу и серьезную работу над повышением своего мастерства», Фомину восстановлено звание «мастер спорта СССР».
Затем выступал за киевский «Арсенал», кировоградскую «Звезду» и винницкий «Локомотив».
Закончив выступления, начал тренерскую карьеру. В 1962 году работал главным тренером в житомирском «Полесье». С 1970 года — главный тренер кадиевского «Шахтёра». Через два года стал работать в Запорожье, затем — два года работал в севастопольском «Авангарде», потом вновь вернулся в Запорожье. Потом Фомин по одному году работал в «Днепре» (Днепропетровск), «Судостроителе» (Николаев), «Спартаке» (Ивано-Франковск). Позже 6 лет работал в киевском СКА, затем — в «Кремне» (Кременчуг). В 1990 году был начальником команды «Океан» (Керчь), в 1991 — главным тренером. Также работал тренером футбольной школы «Динамо».

Виктор Фомин — самый выдающийся игрок киевского «Динамо» 60-х. Частенько, восхищаясь его игрой, я мечтал о том, что, если бы в каждой команде высшей лиги было по одному Фомину, советский футбол превзошёл бы все другие страны… Его игра предвосхитила развитие футбольной мысли лет на 15-20. Он был знаменит высокой скоростью, виртуозным владением мячом, рациональной игрой, уникальным дриблингом в штрафной площадке и мощнейшим, неотразимым ударом с левой ноги. Сегодня я не вижу футболистов, подобным «Трофимычу». Почему, в таком случае, он провел за сборную СССР всего лишь пять матчей? Есть две причины: во-первых, советский футбол ещё с довоенных времен вполне можно было сравнить с чемпионатом Европы — из команд сильных и совершенно разных по стилю игры можно было насобирать не одну теперешнюю «высшую лигу»… Соответственно, и сильных игроков было — с избытком. А значит, и выбор был затруднен: все зависело от объективности главного тренера сборной…
— Тиберий Попович. «Они выбрали футбол. Футбол выбрал их».

## Достижения[6]
- Бронзовый призёр Чемпионата СССР: 1951
- Обладатель Кубка СССР: 1954
- В списке 33 лучших футболистов СССР (2): 1950, 1957 — № 3.